# East Grand Bahama
East Grand Bahama è un distretto delle Bahamas situato nella parte orientale dell'isola di Grand Bahama. La sede distrettuale è a High Rock, una piccola cittadina distante circa 60 km da Freeport.